# Fear and the Nervous System
Fear and the Nervous System est un groupe de rock expérimental créé à New York par James Shaffer alias "Munky", également guitariste du groupe de nu metal Korn.

## Histoire
En 2008, le guitariste du groupe Korn, James Shaffer annonce la création d'un projet nommé Fear and the Nervous System. Le premier album, éponyme, Fear and the Nervous System, est enregistré sous le label Emotional Syphon Recordings, au Grinder Studios à Hollywood. C'est Ross Robinson qui produit l'album. Il faut également savoir qu'il a produit des groupes tels que Korn, Slipknot et Limp Bizkit.
Depuis cette annonce, la sortie de cet album se fait attendre, au point que certains pensent que tout ceci n'était en définitive qu'un buzz ... Surtout que les protagonistes laissent peser un lourd silence ...
C'est finalement le 28 février 2011 que le groupe proposera un titre à télécharger gratuitement depuis leur site Internet, intitulé "Choking Victim". Également date à laquelle leur site Internet a été officiellement ouvert via une annonce publiée de la part du groupe sur Twitter (@fatns).

## Membres
- James Shaffer (Korn) (guitare, chant)
- Billy Gould (Faith No More) (basse)
- Wes Borland (Black Light Burns, Limp Bizkit) (guitare)
- Brooks Wackerman (Bad Religion, Tenacious D) (batterie, percussions)
- Leopold Ross (en) (IO Echo) (guitare, programmation)
- Zac Baird (Korn) (clavier, programmation)

## Discographie
- Fear and the Nervous System